# گابریل باتیستوتا
گابریل عمر باتیستوتا (به اسپانیایی: Gabriel Omar Batistuta) (زادهٔ ۱ فوریهٔ ۱۹۶۹) بازیکن سابق فوتبال اهل آرژانتین است. لقب او در اوج شهرتش باتی گل (Batigol) به معنای باتیستوتای گل زن بودکه این لقب رو زمانی بدست آورد که در فیورنتینا بازی میکرد و به کاپیتانی این تیم هم رسید که بعدا با جدایی از این تیم به تیم رم ایتالیا پیوست و تاوانست عنوان قهرمانی ایتالیا را بدست آورد. او با ۵۶ گل ملی بعد از لیونل مسی دومین گلزن برتر تاریخ تیم ملی فوتبال آرژانتین است که بعد از حذف از جام جهانی در مرحله مقدماتی از فوتبال ملی خداحافظی کرد.
وی یکی از بهترین بازیکنان جهان در دوره فوتبالی خود و همچنین یکی از بهترین مهاجمان نوک تاریخ فوتبال به‌شمار می‌رود او سابقه بازی در تیم‌های فیورنتینا، اینتر، رم را درکارنامه دارد و آقای گل سری آ ایتالیا شده است.

## افتخارات

### باشگاهی
ریورپلاته
- لیگ برتر فوتبال آرژانتین: ۸۹–۱۹۸۸

بوکا جونیورز
- لیگ برتر فوتبال آرژانتین: ۱۹۹۱

فیورنتینا
- سری بی: ۹۴–۱۹۹۳
- جام حذفی فوتبال ایتالیا: ۹۶–۱۹۹۵
- سوپر جام فوتبال ایتالیا: ۱۹۹۶

آ.اس. رم
- سری آ: ۰۱–۲۰۰۰
- سوپر جام فوتبال ایتالیا: ۲۰۰۱

### ملی
آرژانتین
- کوپا آمریکا(۲بار): ۱۹۹۱، ۱۹۹۳
- جام کیرین: ۱۹۹۲
- جام کنفدراسیون‌ها: ۱۹۹۲
- جام قهرمانان کونمبول–یوفا: ۱۹۹۳

### شخصی
سومین‌بازیکن‌برترجهان۱۹۹۹
توپ‌طلای‌اروپا۱۹۹۸رتبه‌ششم
توپ‌طلای‌اروپا۱۹۹۹رتبه‌چهارم
- توپ طلای کوپا آمریکا: ۱۹۹۱، ۱۹۹۵
- بهترین بازیکن خارجی سال سری آ: ۱۹۹۹